# Садовий жасмин вінцевий
Садовий жасмин вінцевий, Садовий жасмин звичайний (лат. Philadelphus coronarius L.) — вид кущів з родини гортензієвих. Не зовсім правильно називають жасмином (жасмин — зовсім інший вид рослини). У природі зустрічається в Туреччині, на островах Егейського моря, центральній і північній Італії та Австрії, аж до Кавказу  ; крім того, культивується і здичавів в багатьох країнах світу .

## Морфологія
Форма
Кущ висотою до 3 м, досить сильно зростаючий, з жорсткими, прямостоячими пагонами та дугоподібно звисаючими старшими гілками. Молоді пагони швидко втрачають волосяний покрив, старші мають червонувато-бурий колір, кора на них відшаровується.
Листя
Еліптичні, загострені, дрібнозубчасті, голі (лише на нижній стороні є пучки волосся на нервах). Листя 4–8 см завдовжки, мають 6–11 пар зубчиків.
Квіти
Цвіте на рубежі травня і червня, зазвичай дуже рясно. Має досить великі кремово-білі квіти, що складаються з чотирьох голих чашолистків, чотирьох пелюсток, однієї маточки та численних тичинок. Квітки 2,5-3,5 см в діаметрі мають сильний приємний аромат.
Плоди
Плоди — чотирикамерні кулясті коробочки, що розкриваються чотирма стулками. Дозрівають у жовтні. Вони містять численні дрібні подовжені насіння .

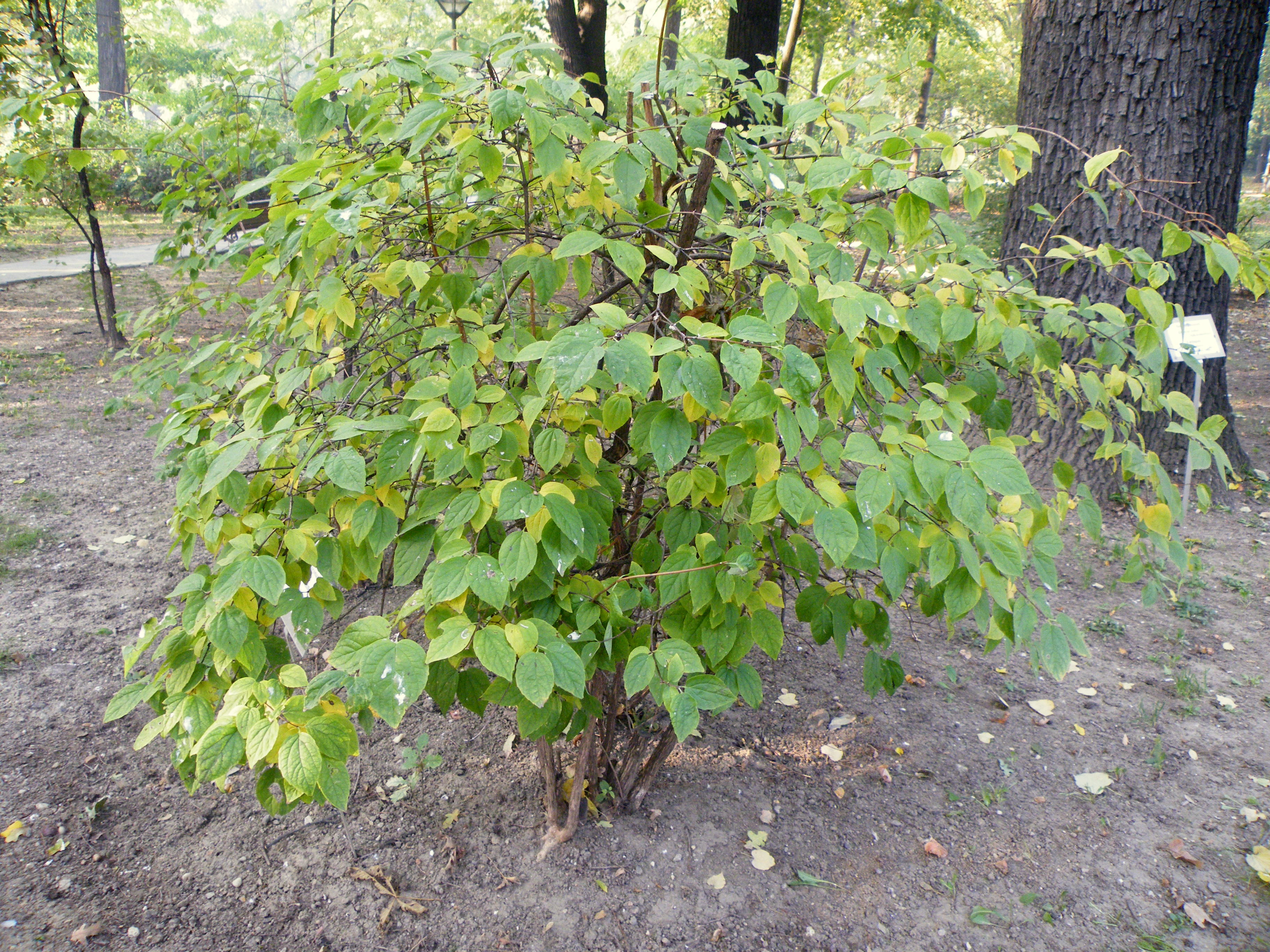
Кущ
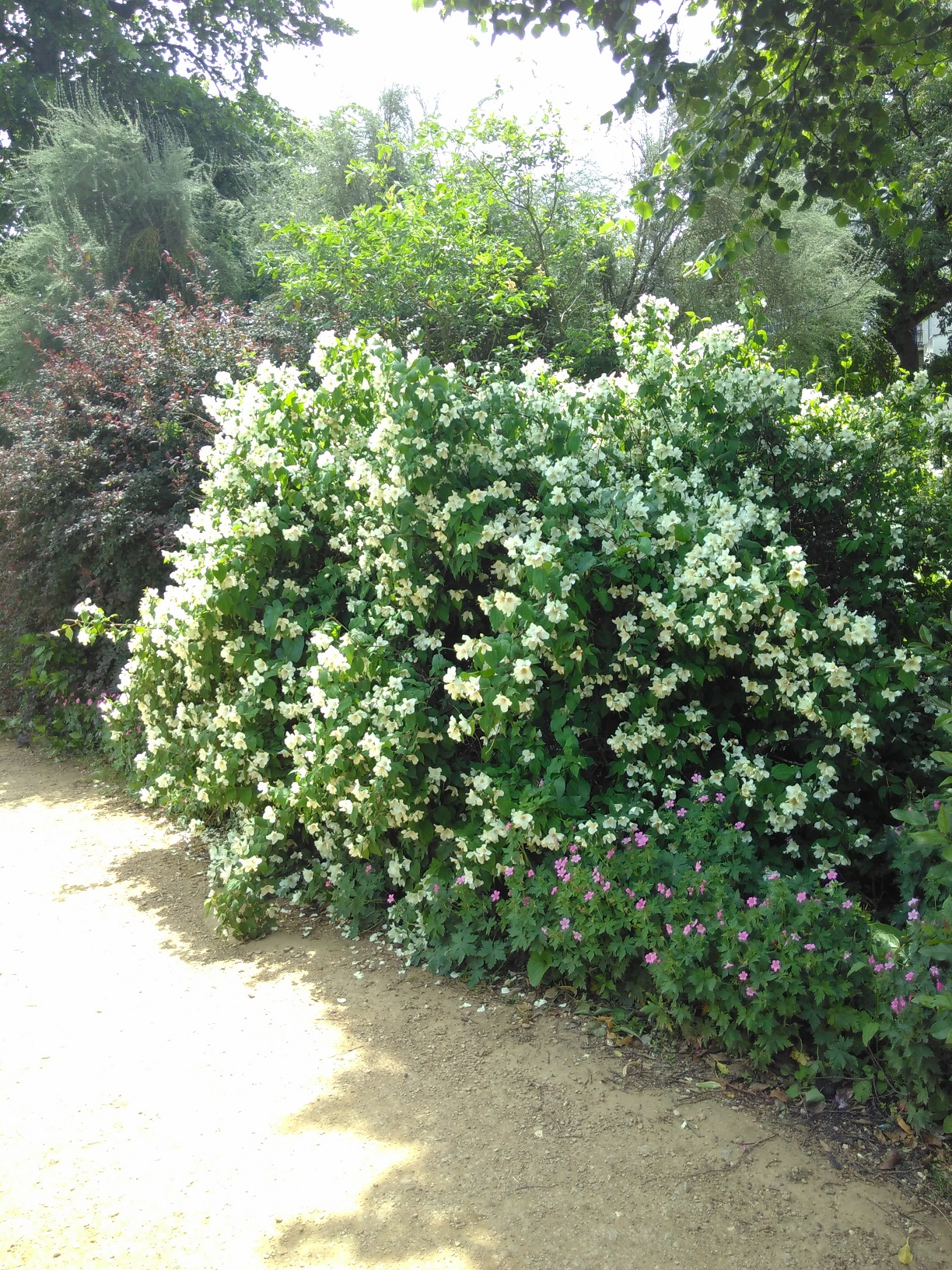
Кущ
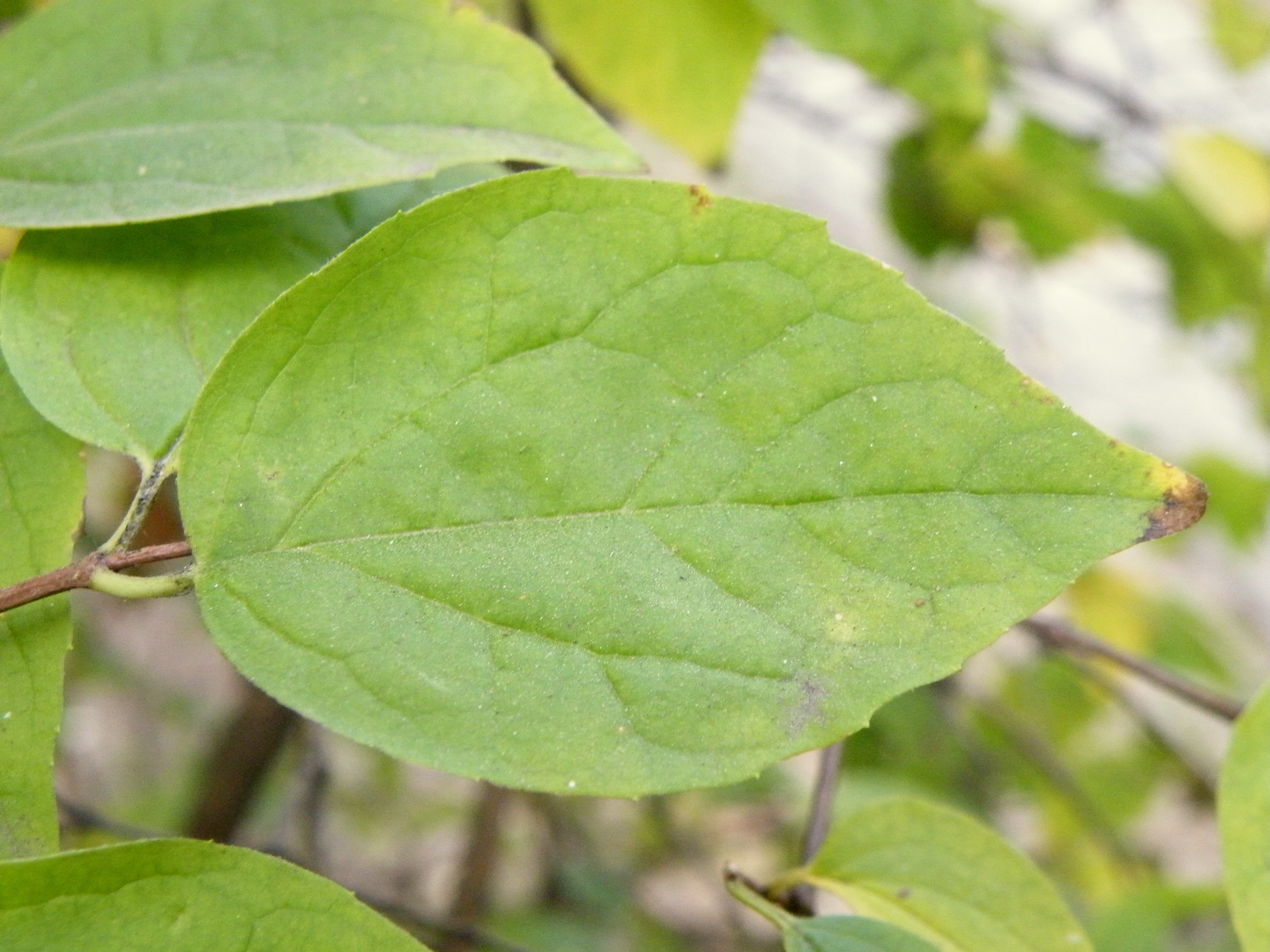
Листя
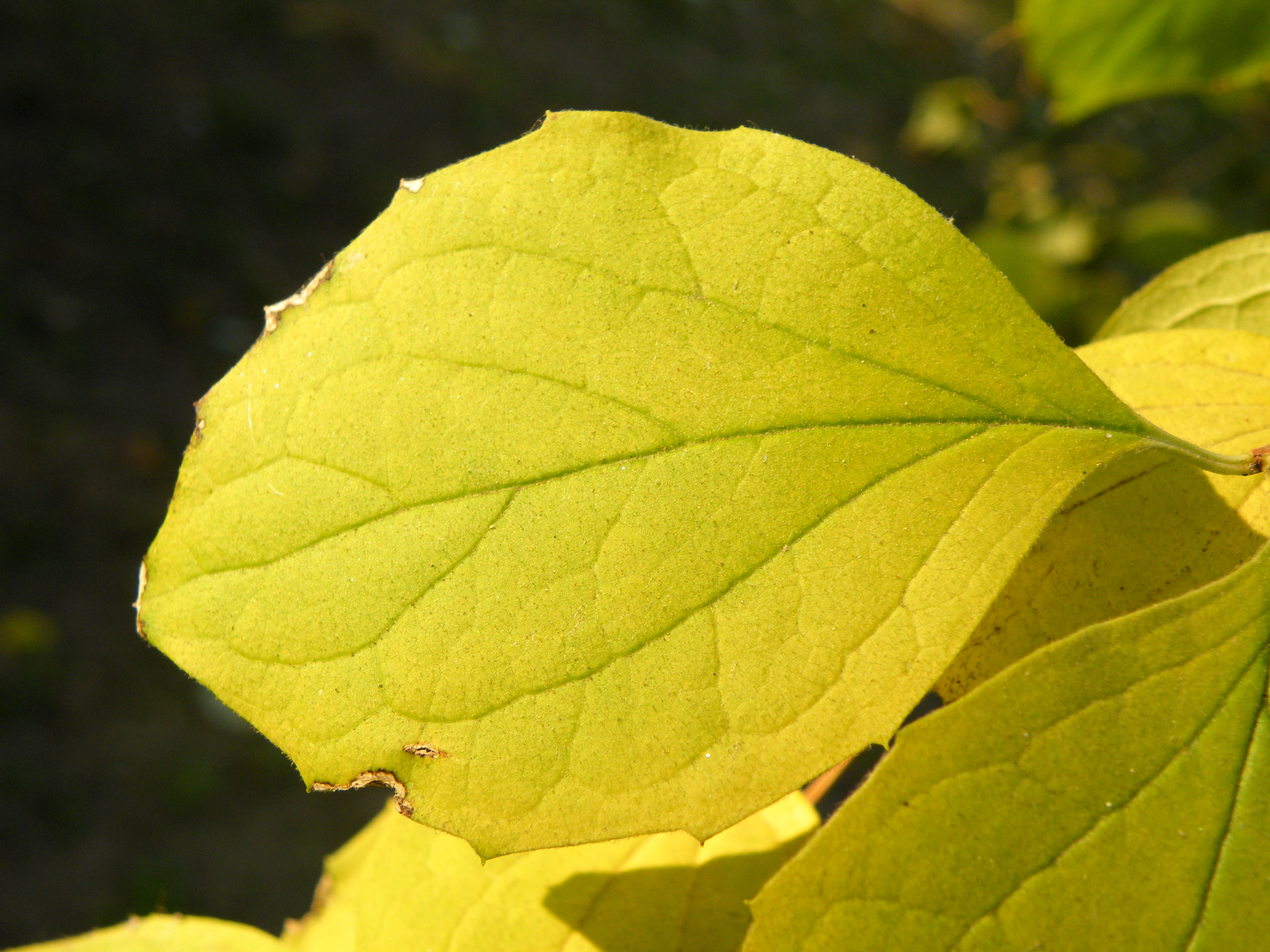
Листя
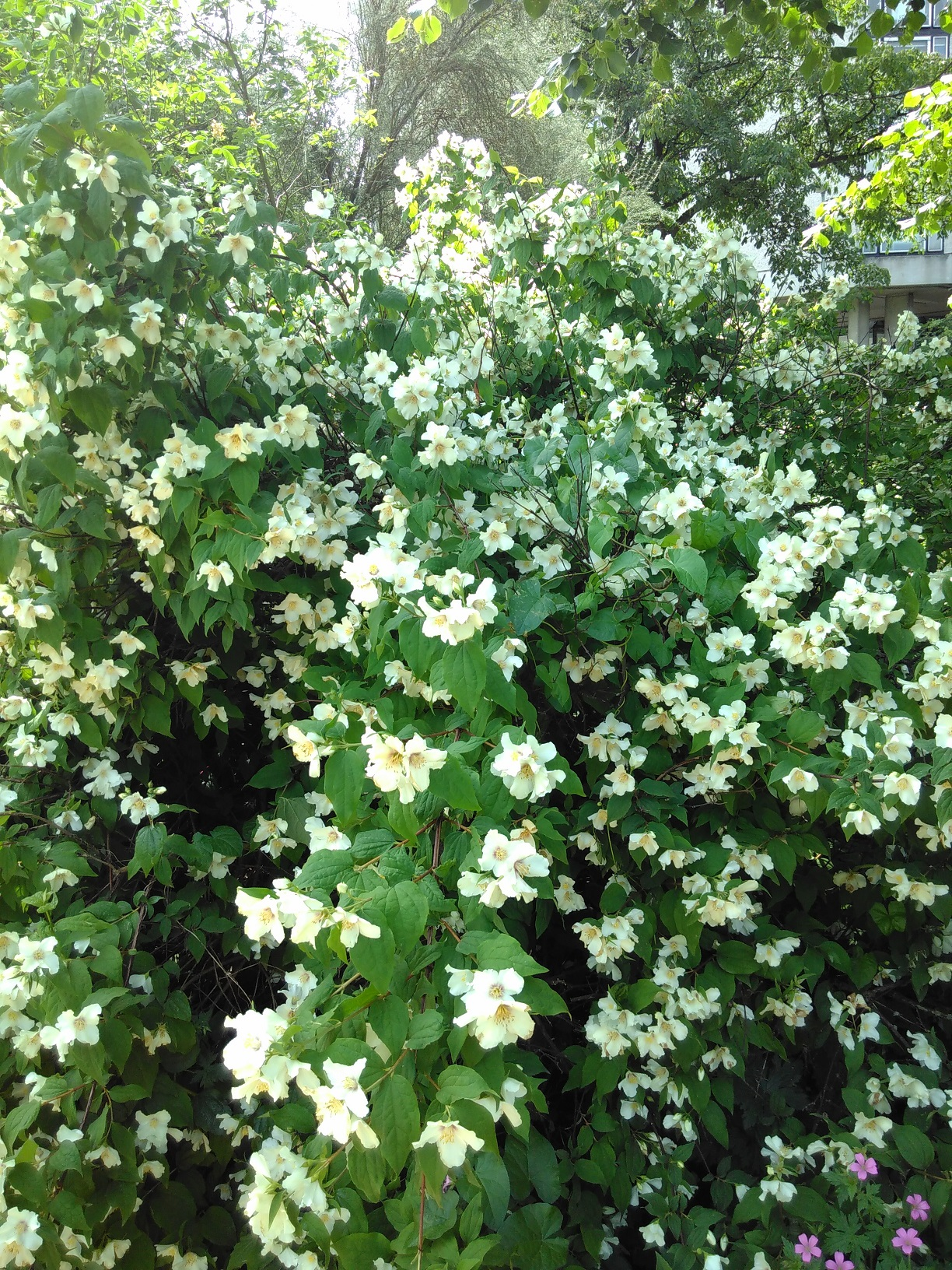
Квіти
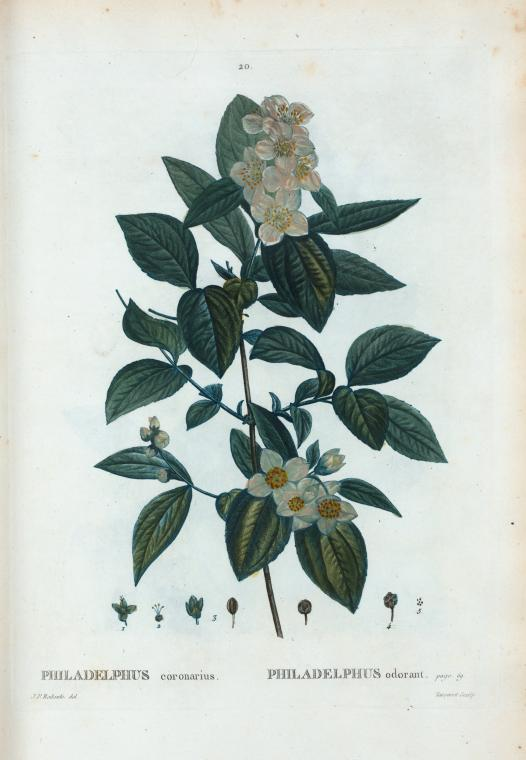
Ботанічна ілюстрація

## Застосування
Декоративна рослина. Рекомендується в основному для озеленення парків і садиб. Високо цінується за сильний квітковий аромат  (не всі сорти мають запашні квіти). До ґрунту невимогливий і морозостійкий. Може рости як на сонці, так і в півтіні. Найкраще виглядає, посаджений поодиноко або невеликими групами.